# Bruno Niederle
Bruno Niederle (* 25. August 1953 in Steyr) ist ein österreichischer Chirurg und Professor an der Medizinischen Universität Wien mit Schwerpunkt Viszeralchirurgie und besonderer Spezialisierung für Chirurgische Endokrinologie.

## Leben
Nach seiner Matura 1971 am BG/BRG Waidhofen an der Thaya studierte Bruno Niederle an der Universität Wien Medizin, wo er 1976 zum Doktor der Gesamten Heilkunde promoviert wurde. Schon während des Studiums war er wissenschaftlicher Mitarbeiter am 2. Anatomischen Institut der Universität Wien. Er absolvierte die Ausbildung zum Facharzt für Chirurgie an der 1. Chirurgischen Universitätsklinik in Wien (Facharztdiplom 1983; Additivfach Gefäßchirurgie 1992, Additivfach Viszeralchirurgie 2008; Europäische Qualifikation zur praktischen Ausübung des Europäischen Sonderfachs (FEBS); „Endokrine Chirurgie“ (European Board of Surgery – Division Endocrine Surgery 2003)). 1989 erfolgte die Habilitation und 1993 die Ernennung zum Außerordentlichen Universitätsprofessor. Im März 2000 wurde er zum Universitätsprofessor für Spezielle Chirurgie – Chirurgische Endokrinologie an die Medizinischen Universität Wien berufen.
2017/2018 koordinierte Bruno Niederle als Abteilungsleiter die Neugründung der Abteilung für Chirurgie am neu eröffneten Franziskus Spital in Wien-Margareten. Seit 2019 ist er Senior Clinical Investigator an der Klinischen Abteilung für Viszeralchirurgie der Universitätsklinik für Allgemeinchirurgie, Medizinische Universität Wien.

## Wirken
Als Autor von mehr als 375 (peer-review) Originalarbeiten (Schwerpunkt: Chirurgie der Schilddrüse; Nebenschilddrüse, Nebenniere, Gastro-entero-pankreatischen Systems; Hirsch-Index: 69) hat Bruno Niederle über 500 Vorträge auf nationalen und internationalen Kongressen gehalten. Er war ein Gründer der European Society of Endocrine Surgeons (ESES, 2003) und der Austrian Neuroendocrine Tumor Society (2014) und ist Vorstandsmitglied, Ehrenmitglied und korrespondierendes Mitglied zahlreicher nationaler und internationaler Fachgesellschaften (Fellow of the Royal College of Surgeons [FRCS - England], Fellow of the American College of Surgeons [FACS], European Society of Endocrine Surgeons, Chirurgische Arbeitsgemeinschaft Endokrinologie). Er war Mitarbeiter zahlreicher internationaler Konsensuskonferenzen und ist Gutachter in Fachzeitschriften mit Peer-Review, darunter British Journal Surgery, Surgery, Thyroid, Journal Clinical Endocrinology Metabolism, Neuroendocrinology.
Niederle war von 1991 bis 2002 Schriftleiter von European Surgery (Acta Chirurgica Austriaca – Wissenschaftliches Organ der Österreichischen Gesellschaft für Chirurgie und assoziierter Fachgesellschaften).

## Privates
Bruno Niederle ist verheiratet und Vater von drei Kindern.

## Auszeichnungen
- 1985 Theodor Billroth-Preis der Österreichischen Gesellschaft für Chirurgie
- 1989 Theodor Billroth-Preis der Ärztekammer für Wien
- 1986 Wissenschaftlicher Preis der Österreichische Gesellschaft für Transplantation, Transfusion und Genetik (Austrotransplantpreis)
- 1988 Wissenschaftlicher Anerkennungspreis des Landes Niederösterreich
- 2008 Großes Goldenes Ehrenzeichen für Verdienste um das Land Wien[11]
- 2019 Ehrenbürger der Stadtgemeinde Allentsteig[12][13]